# 플레이 (2011년 영화)
"플레이"는 2011년에 개봉한 대한민국의 영화이다.

## 캐스팅
- 정준일 : 준일 역
- 임헌일 : 헌일 역
- 이현재 : 현재 역
- 정은채 : 은채 역
- 김수현 : 수현 역
- 김종수 : 기획자 사장 역
- 송영길 : 영길 역
- 박진아 : 진아 역
- 정민 : 정민 역
- 곽병규 : 녹음실 엔지니어 역
- 임유현 : 유현 역
- 김동화 : 영길 선배 역
- 김래영 : 세종문화회관 공연관계자 역
- 김춘호 : 세종문화회관 공연관계자 역
- 한소라 : 세종문화회관 공연관계자 역
- 노수산나 : 키보드 직거래 여자 역
- 이승은 : 키보드 직거래 여자 역
- 조달분 : 현재 어머니 역
- 제프 라자르 : 게스트 하우스 외국인 역
- 홍세나 : 진아 친구 역
- 강경민 : 쇼핑몰 대표 역
- 강경호 : 쇼핑몰 대표 역
- 이운식 : 쇼핑몰 사진작가 역
- 김화연 : 식당 아주머니 역
- 최경식 : 바스키아 연주자 (섹소폰)  역
- 전재근 : 바스키아 연주자 (콘트라 베이스)  역
- 박철우 : 천년동안도 드럼연주자  역
- 남승호 : 버스킹 청년 (스픽아웃) 역
- 김준호 : 버스킹 청년 (스픽아웃) 역
- 성현준 : 오디션 심사위원 역
- 김훈호 : 오디션 심사위원 역
- 이미애 : 오디션 심사위원 역
- 김진형 : 오디션 심사위원 역
- 조영무 : 스윗소로우 공연 세션 (드럼) 역
- 최성우 : 스윗소로우 공연 세션 (베이스) 역
- 이규호 : 스윗소로우 공연 세션 (키보드) 역
- 안석범 : 스윗소로우 공연 스텝 역
- 이재연 : 스윗소로우 공연 스텝 역
- 권세훈 : 스윗소로우 공연 스텝 역
- 이요한 : 스윗소로우 공연 스텝 역
- 김지민 : 커피숍 종업원 역
- 방지영 : 교회 소녀 역
- 정주홍 : 교회 소녀 역
- 최고요 : 천년동안도 종업원 역
- 마틴 켈리 : 글렌 핸사드 목소리 대역 역
- 모그 (우정출연)
- 스윗 소로우 (우정출연)
- 글렌 핸사드 (특별출연)